# شين دونغ با
شين دونغ با (الكورية: 신동파) مواليد 2 سبتمبر 1944 في سول، هو مدرب كرة سلة كوري ولاعب سابق. يبلغ طوله 6 قدم 1.5 بوصة (1.9 م). حقق المركز الأول في بطولة أمم آسيا لكرة السلة 1969.

## الميداليات
| الميدالية | المسابقة                       |
| --------- | ------------------------------ |
| برونزية   | بطولة أمم آسيا لكرة السلة 1965 |
| فضية      | بطولة أمم آسيا لكرة السلة 1967 |
| ذهبية     | بطولة أمم آسيا لكرة السلة 1969 |

## روابط خارجية
- شين دونغ با على موقع الاتحاد الدولي لكرة السلة (الإنجليزية)
- شين دونغ با على موقع الاتحاد الدولي لكرة السلة (الإنجليزية)
- شين دونغ با على موقع الاتحاد الدولي لكرة السلة (الإنجليزية)
- شين دونغ با على موقع سبورتس رفرنس (الإنجليزية)
- شين دونغ با على موقع أوليمبيديا (الإنجليزية)